# VASP
Viação Aérea São Paulo S/A (São Paulo Airways), meglio conosciuta come VASP, era una compagnia aerea con sede nell'edificio VASP sul terreno dell'aeroporto di San Paolo-Congonhas a San Paolo, Brasile. Aveva basi principali nei due principali aeroporti di San Paolo, l'aeroporto Congonhas (CGH) e l'aeroporto internazionale Guarulhos (GRU).

## Storia
La compagnia aerea venne fondata il 4 novembre 1933 dal governo dello stato di San Paolo e iniziò le operazioni il 12 novembre 1933. VASP fu la prima compagnia aerea a servire l'interno dello stato di San Paolo (São Paulo-São Carlos-São José do Rio Preto e São Paulo-Ribeirão Preto-Uberaba), con due Monospar ST-4. Molte piste di atterraggio erano improvvisate su pascoli pianeggianti. Questa insistenza nell'usare solo aerei terrestri portò alla costruzione nel 1936 di uno degli aeroporti più importanti del paese, Congonhas, situato nella città di San Paolo, lontano dalla costa. Durante i suoi primi anni, l'aeroporto era popolarmente noto come Campo da VASP ("campo d'aviazione VASP").
Nel 1939, VASP acquistò Aerolloyd Iguassu, che includeva anche una licenza per operare voli verso gli stati di Paraná e Santa Catarina. Nel 1962, la VASP divenne una compagnia aerea nazionale quando acquisì Lóide Aéreo Nacional, e con essa la sua licenza per operare a livello nazionale.
Il 6 luglio 1959, VASP, Cruzeiro do Sul e Varig iniziarono i servizi di navetta aerea tra gli aeroporti di Rio de Janeiro-Santos Dumont e San Paolo-Congonhas, il primi del loro genere. Le tre società coordinavano i loro programmi, le operazioni e le entrate. Il servizio fu una risposta diretta alla concorrenza imposta da Real Transportes Aéreos. L'idea, battezzata come ponte aereo (Ponte Aérea in portoghese), ispirata al ponte aereo di Berlino ebbe un tale successo che fu abbandonata solo nel 1999. I voli erano operati su base oraria da Convair CV-240 (Varig), Convair CV-340 (Cruzeiro) e Saab 90 Scandia (VASP). Nel giro di pochi mesi, il servizio, guidato da Varig, vinse la battaglia contro la Real, che fu comunque acquistata da Varig nel 1961. Sadia Transportes Aéreos si unì al servizio nel 1968. Tra il 1975 e il 1992 fu gestito esclusivamente da un Lockheed L-188 Electra di Varig che per qualche tempo e per motivi di neutralità non aveva il nome Varig sulla fusoliera.
Sebbene fosse stata straordinariamente ben gestita per la maggior parte della sua vita come azienda statale, negli anni '80 la VASP era afflitta da inefficienza, perdite coperte da iniezioni di capitale statale e un libro paga gonfio per motivi politici. In base alle politiche neoliberiste del governo brasiliano introdotte di recente all'epoca, VASP venne privatizzata nel 1990. Una quota di maggioranza fu acquistata dal Gruppo VOE/Canhedo, una società formata dal Gruppo Canhedo di Brasilia e dai dipendenti VASP.
Sotto il comando del suo nuovo proprietario e presidente, Wagner Canhedo, VASP ampliò rapidamente le operazioni nel paese e creò rotte internazionali. Fino all'ingresso di VASP nel mercato internazionale, Varig era stata, a tutti gli effetti, l'unica compagnia aerea internazionale del Brasile dal 1965. Tuttavia, dopo molti anni di cattiva gestione, perdite finanziarie, debiti impennati e crediti inesigibili, nel 2002 cancellò tutte le sue operazioni per concentrarsi sul mercato interno. A quel punto, VASP era precipitata dalla seconda alla quarta posizione nel mercato delle compagnie aeree brasiliane, operando con una flotta obsoleta di Boeing 737 (la maggior parte delle obsolete serie -200) e Airbus A300.
La compagnia affrontò la sua peggiore crisi nel 2004 con l'aumento di nuove compagnie aeree nel paese, che portò alla sospensione del servizio in molte città brasiliane e alla cancellazione dei voli. Di conseguenza, VASP, una volta una compagnia aerea orgogliosa e competitiva, vide la sua quota di mercato nazionale ridotta al 10%. Il 27 gennaio 2005, l'allora regolatore dell'aviazione civile brasiliana, DAC, impedì alla compagnia di operare servizi di linea in attesa di un'indagine finanziaria. VASP venne autorizzata a operare servizi charter fino all'aprile 2005, dandole la possibilità di dimostrare la propria stabilità finanziaria al fine di conservare il proprio certificato di operatore aereo.
A dicembre 2007, la compagnia smise del tutto di volare e si ridusse a fornire servizi di manutenzione ad altre compagnie aeree. Anche durante il peggiore dei periodi di VASP, la sua esperienza nella manutenzione e il suo personale erano sempre stati tenuti in grande considerazione. Operava in base alla nuova legge fallimentare brasiliana dal luglio 2006 e il suo piano di risanamento venne approvato il 27 agosto 2006. Tuttavia, nel 2008, dichiarò definitivamente fallimento.
A ottobre 2020, nove degli aerei della compagnia (sette Boeing 737-200 e due Airbus A300) sono ancora a terra all'aeroporto di Congonhas-São Paulo dal 2005 e, ormai malandati e fatiscenti, hanno iniziato a essere smantellati e venduti all'asta. Si stima che ogni aereo nelle sue condizioni attuali valga solo da 30.000 a 50.000 real (da circa $ 20.000 a 33.000 dollari USA), notevolmente inferiore anche alle tariffe mensili di parcheggio e stoccaggio. Anche la flotta della compagnia di 27 aerei era stata messa a terra in circostanze simili dal 2005 in vari aeroporti brasiliani.

## Destinazioni

### Servizi al momento della chiusura
VASP operava servizi verso le seguenti destinazioni, a gennaio 2005: Aracaju, Belém, Brasilia, Curitiba, Fortaleza, Foz do Iguaçu, Maceió, Manaus, Natal, Recife, Rio de Janeiro, Salvador, São Luís, São Paulo, Teresina e Porto Alegre.

### Servizi interrotti prima della chiusura
VASP una volta aveva una rete molto più estesa, che copriva praticamente tutte le principali città brasiliane con un aeroporto e negli anni '90 includeva destinazioni internazionali come: Buenos Aires, Quito, Miami, New York, Los Angeles, San Francisco, Toronto, Seul, Casablanca, Barcellona, Lisbona, Bruxelles, Osaka, Atene, Francoforte e Zurigo.

## Flotta
Durante la sua attività, VASP operò con:

## Incidenti
- Il 22 dicembre 1959, il volo VASP 233, un Vickers Viscount, venne distrutto in un incidente a seguito di una collisione a mezz'aria con un aereo da addestramento militare.[5]
- Il 4 settembre 1964, il volo VASP 141, un Vickers Viscount, collise con il versante ovest del Pico da Caledônia (2255 m) ad un'altitudine di circa 1 950 metri (6 400 ft).[6]
- Il 12 aprile 1972, il NAMC YS-11 di marche PP-SMI venne distrutto quando precipitò sul fianco di una montagna mentre scendeva verso Rio de Janeiro. Tutti i 25 a bordo morirono nell'incidente. Durante la discesa in IMC, l'equipaggio aveva sintonizzato gli strumenti ADF sulla stazione NDB sbagliata.[7]
- Il 23 ottobre 1973, il volo VASP 012, un NAMC YS-11, uscì di pista durante il decollo dopo un guasto a un motore. Le vittime furono 8.[8]
- Il 27 febbraio 1975, un Embraer EMB 120, marche PP-SBE, perse quota dopo il decollo in seguito a un guasto a un motore finendo in una zona residenziale.[9]
- L'8 giugno 1982, il volo VASP 168, un Boeing 727-200, precipitò al suolo durante l'avvicinamento all'aeroporto di Fortaleza-Pinto Martins, provocando la morte di tutti i 137 a bordo.[10]
- Il 28 gennaio 1986, i piloti del Boeing 737 di marche PP-SME cercarono ha inconsapevolmente di decollare da una taxiway. Il decollo venne interrotto, ma l'aereo uscì di pista ed entrò in collisione con una diga, spezzandosi in due. Il tempo era nebbioso.[11]
- Il 29 settembre 1988, il volo VASP 375, un Boeing 737-300, venne preso d'assalto e dirottato da un criminale che, alle 11:12, sparò e uccise il copilota quando quest'ultimo tentò di fermarlo.[12]  Il volo è stato dirottato su Goiânia-Santa Genoveva Airport, GO (GYN) dove è atterrato alle 13:52. Il dirottatore è stato sopraffatto verso le 19:00.
- Il 22 giugno 1992, i piloti del Boeing 737 di marche PP-SND furono distratti dal sistema di allarme antincendio del vano di carico, che aveva iniziato ad attivarsi in modo intermittente. L'aereo si schiantò nella giungla mentre effettuava un avvicinamento alla pista 10.[13]